# Pingasa crenaria
Pingasa crenaria là một loài bướm đêm trong họ Geometridae.